# デオキシグアノシン一リン酸
デオキシグアノシン一リン酸(Deoxyguanosine monophosphate、dGMP)は、グアノシン三リン酸のヌクレオチドのペントースの2'炭素についた水酸基が水素に還元され、さらにGTPよりもリン酸基が2つ少ない化合物である。DNAのモノマーとなる。